# Spinopeplus senticosa
Spinopeplus senticosa är en insektsart som först beskrevs av Giglio-Tos 1898.  Spinopeplus senticosa ingår i släktet Spinopeplus och familjen Diapheromeridae. Inga underarter finns listade i Catalogue of Life.